# Anticorpi anti-cardiolipina

Schema di un anticorpo.

Gli anticorpi anti-cardiolipina sono anticorpi spesso diretti contro la cardiolipina e vengono trovati in diverse malattie, tra cui la sifilide, la sindrome da anticorpi antifosfolipidi, vasculite livedoide, l'insufficienza vertebro-basilare, la sindrome di Behçet, l'aborto spontaneo idiopatico, e il lupus eritematoso sistemico. si tratta di una forma di anticorpo anti-mitocondriale. Nel lupus, gli anticorpi anti-DNA e gli anticorpi anti-cardiolipina possono essere presenti singolarmente o insieme, tuttavia i due tipi di anticorpi agiscono indipendentemente. Ciò non avviene con l'artrite reumatoide con sclerosi sistemica (sclerodermia), poiché anticorpi anti-cardiolipina sono presenti in entrambe le condizioni e pertanto possono legare le due condizioni insieme.

## Classificazione
Gli anticorpi anti-cardiolipina possono essere classificati in due modi:
- Come IgM, IgG o IgA
- Come β2-glicoproteina dipendenti o indipendenti
  - Nelle malattie autoimmuni sono β2-glicoproteina dipendenti
  - Nella sifilide[1] sono β2-glicoproteina indipendenti e possono essere analizzati utilizzando il test di laboratorio sulle malattie veneree

## Coinvolgimento della apolipoproteina H
La β2-glicoproteina I è stata identificato come apolipoproteina H ed è necessaria per il riconoscimento degli anticorpi anti-cardiolipine nelle malattie autoimmuni. Solo un sottoinsieme di anticorpi anti-cardiolipina autoimmuni legano Apo-H, questi anticorpi anti-apolipoproteina sono associati ad un aumento della trombosi.